# Ford Otosan
Ford Otosan (kurz für Ford Otomotiv Sanayi A.Ş.), zuvor Otosan Otomobil Sanayii, ist ein türkischer Hersteller von Automobilen und Lastkraftwagen.

## Unternehmensgeschichte
Das Unternehmen Otosan Otomobil Sanayii wurde 1959 von Vehbi Koç in Istanbul gegründet. Otosan hatte Verträge mit Ford, Ford of Britain und Ford Deutschland. Der erste Pkw, der 1963 unter dem Markennamen Otosan präsentiert wurde, entstand nach einer Lizenz von Ford. Zwischen 1966 und 1986 fertigte das Unternehmen außerdem Pkw der Marke Anadol. Ende 1970 betrug die jährliche Kapazität des Werkes etwa 6000 Fahrzeuge. Der Markenname Otosan wurde später fallen gelassen. 1997 erfolgte die Umfirmierung in Ford Otomotiv Sanayi A.Ş.

## Fahrzeuge

### Markenname Anadol
Reliant und Ogle Design entwarfen das erste Modell, das 1966 erschien und am 7. Dezember 1966 in Serienproduktion ging. Die Karosserie der als Anadol A1 vermarkteten der Stufenhecklimousine bestand aus Fiberglas. Zu Beginn betrug der im Inland produzierte Anteil des Fahrzeugs 53 %. Ein Vierzylindermotor vom Ford Anglia Super mit 1198 cm³ Hubraum trieb das Fahrzeug an. Ab 1969 war ein Ford-Motor mit 1300 cm³ Hubraum der Standardmotor. Ab 1974 war auch ein Motor mit 1600 cm³ Hubraum erhältlich. Coupé und Kombi ergänzten das Sortiment.
Bis November 1970 entstanden 10.000 Fahrzeuge. Zu der Zeit betrug die jährliche Produktion etwa 5000 Fahrzeuge. Die Produktionszahlen sanken, so entstanden 1982 nur noch 407 Fahrzeuge. 1986 endete die Pkw-Produktion. Der Otosan Ford Taunus 1.6 wurde der Nachfolger.
Der Anadol Böcek war ein Strandwagen.

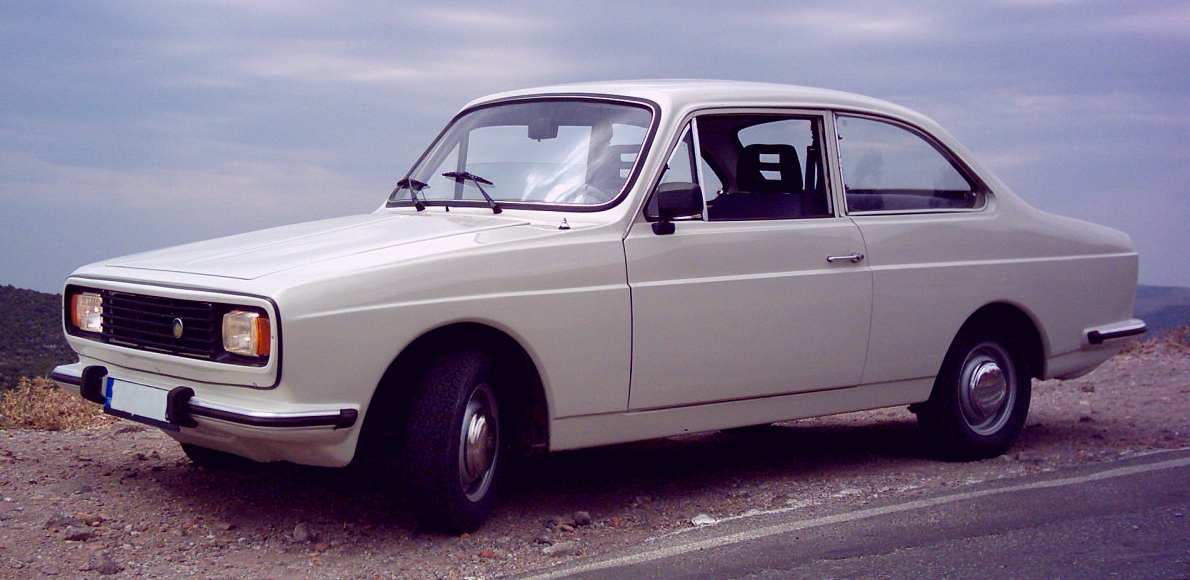
Anadol A 1 (1974) als zweitürige Limousine
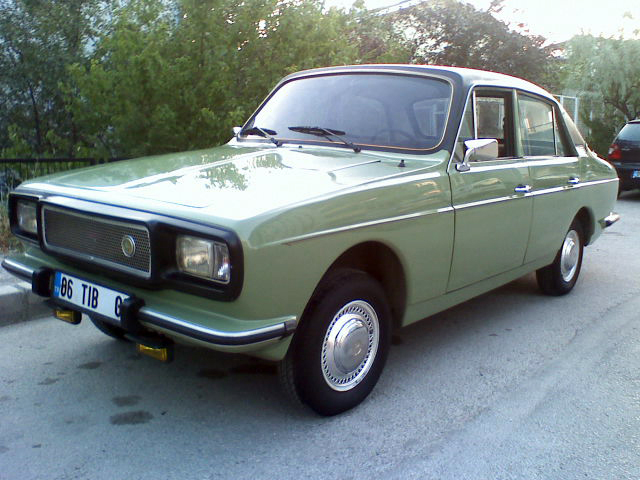
Anadol A 2 als viertürige Limousine
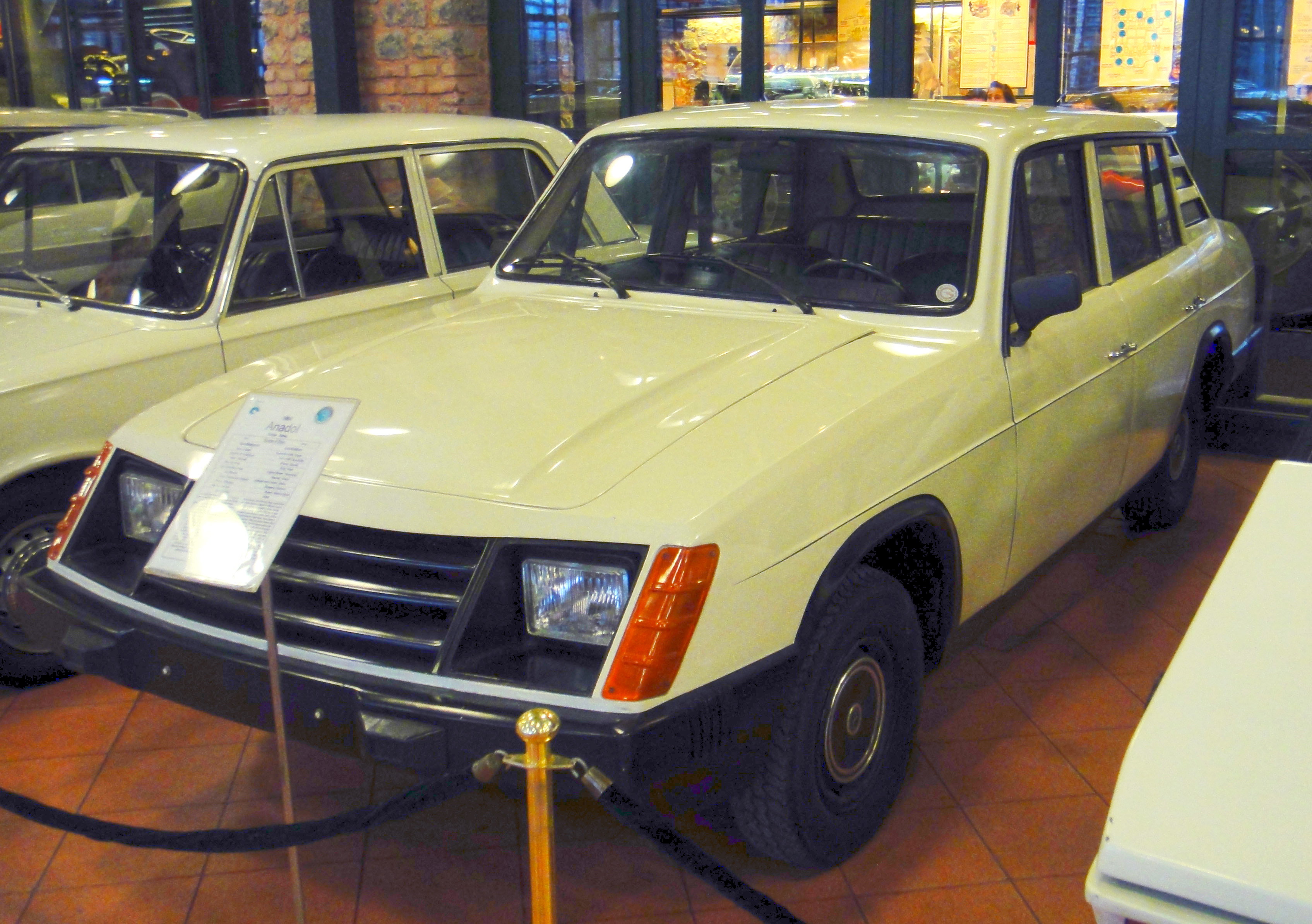
Anadol A 8-16 (1984) als viertürige Limousine
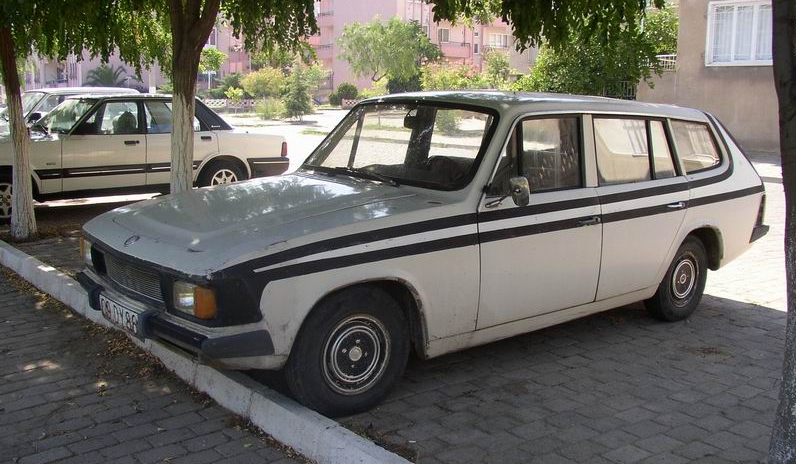
Anadol SV als Kombi
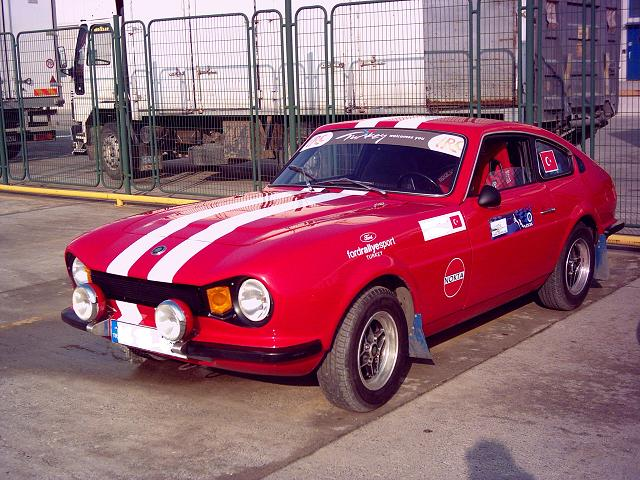
Anadol STC-16 als Coupé
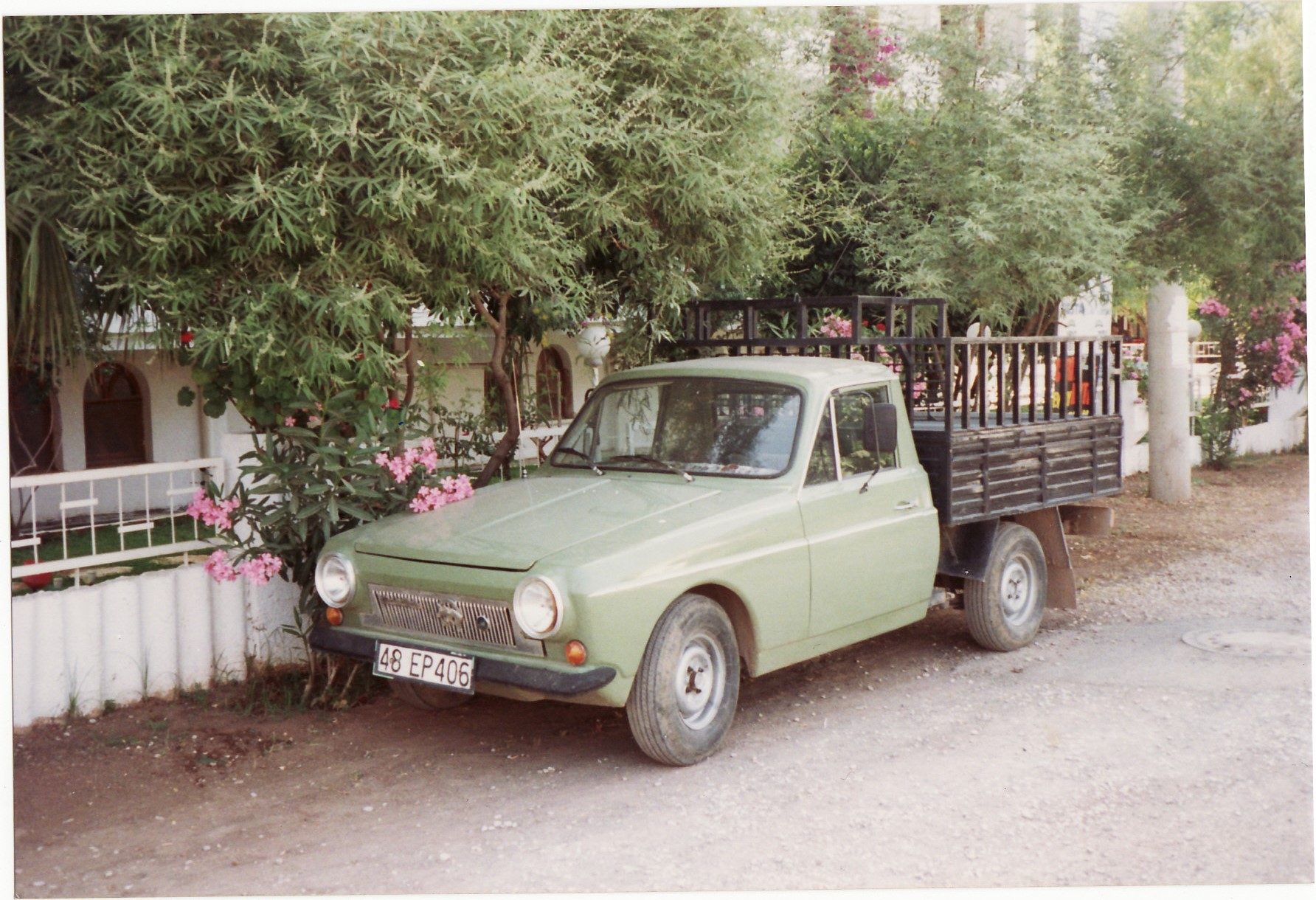
Anadol P 2 als Pick-up
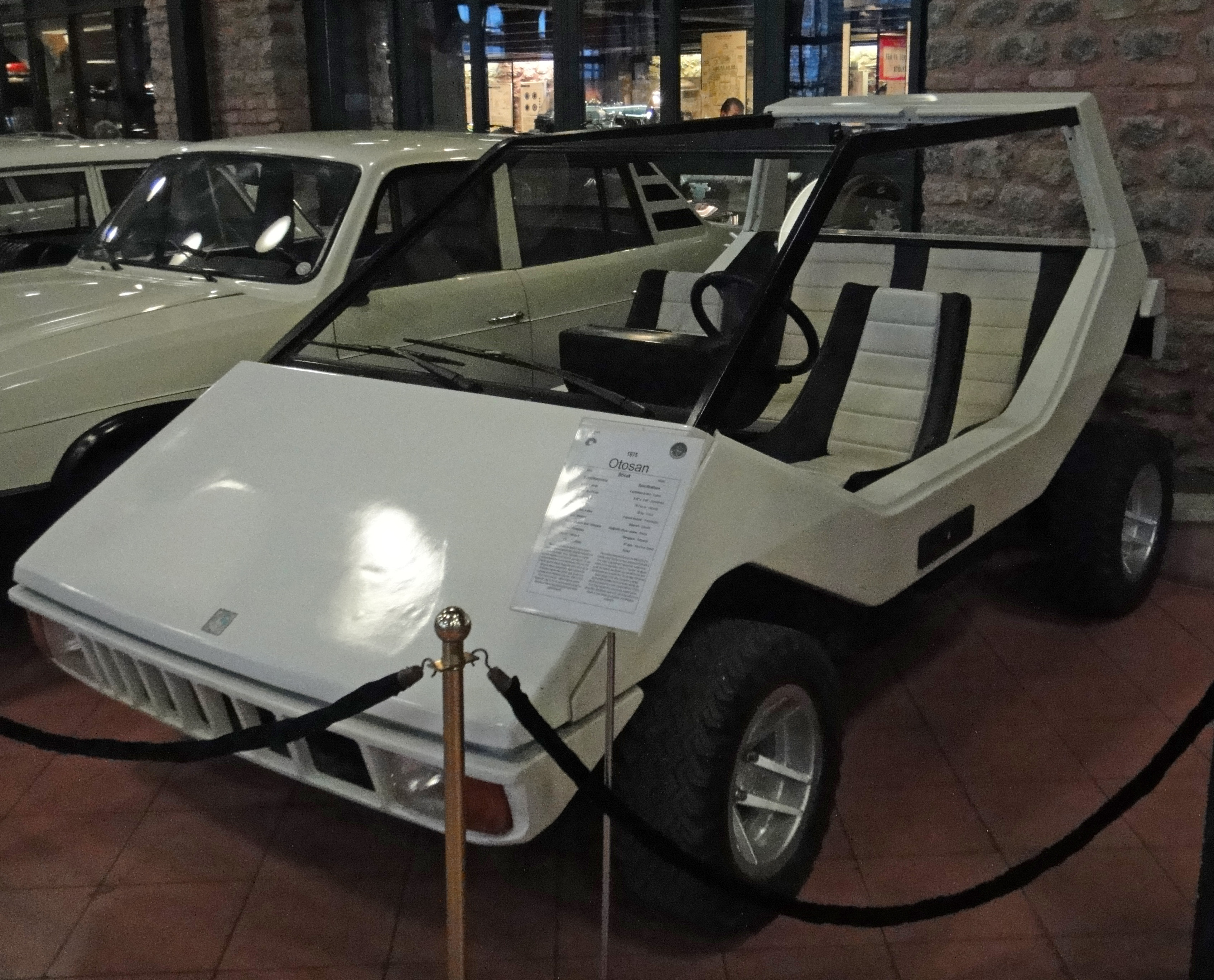
Anadol Böcek (1975) als Strandwagen

### Markennamen Otosan und Otosan Ford
Das erste Modell unter diesem Markennamen erschien 1963. Dies war der Lizenzbau des deutschen Ford Taunus 17 M als Kombi. Es ist nicht angegeben, ob es sich um den damals aktuellen Ford P 3 oder das Vorgängermodell Ford P 2 handelte.
Nächstes Ford-Modell war 1985 der Otosan Ford Taunus 1.6, der dem Ford Taunus TC entsprach und zunächst als viertürige Limousine hergestellt wurde. Eine andere Quelle nennt das Jahr 1981. Später war ein Motor mit 2000 cm³ Hubraum erhältlich. Eine Ausführung als Pick-up folgte.

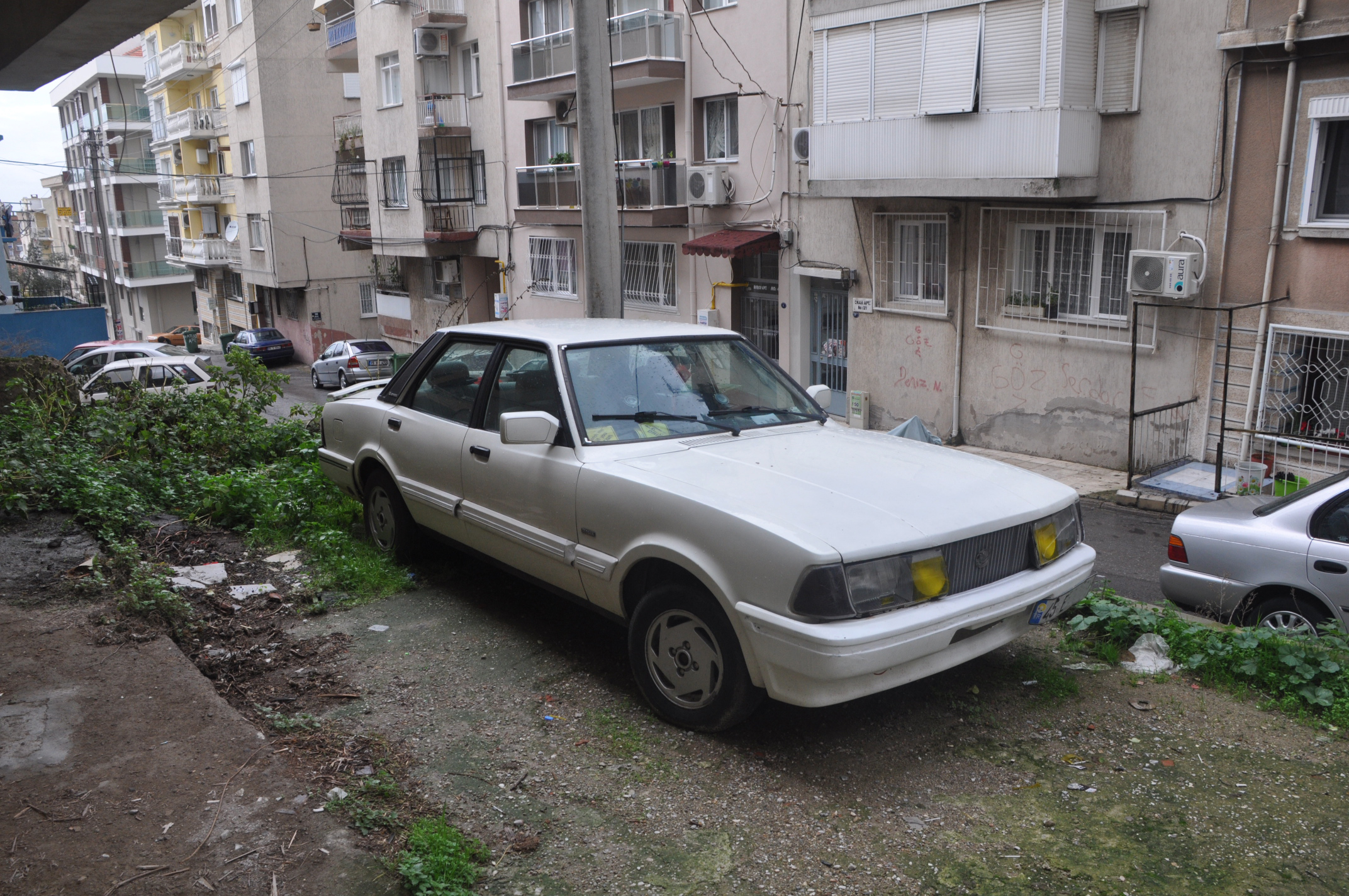
Otosan Ford Taunus als viertürige Limousine
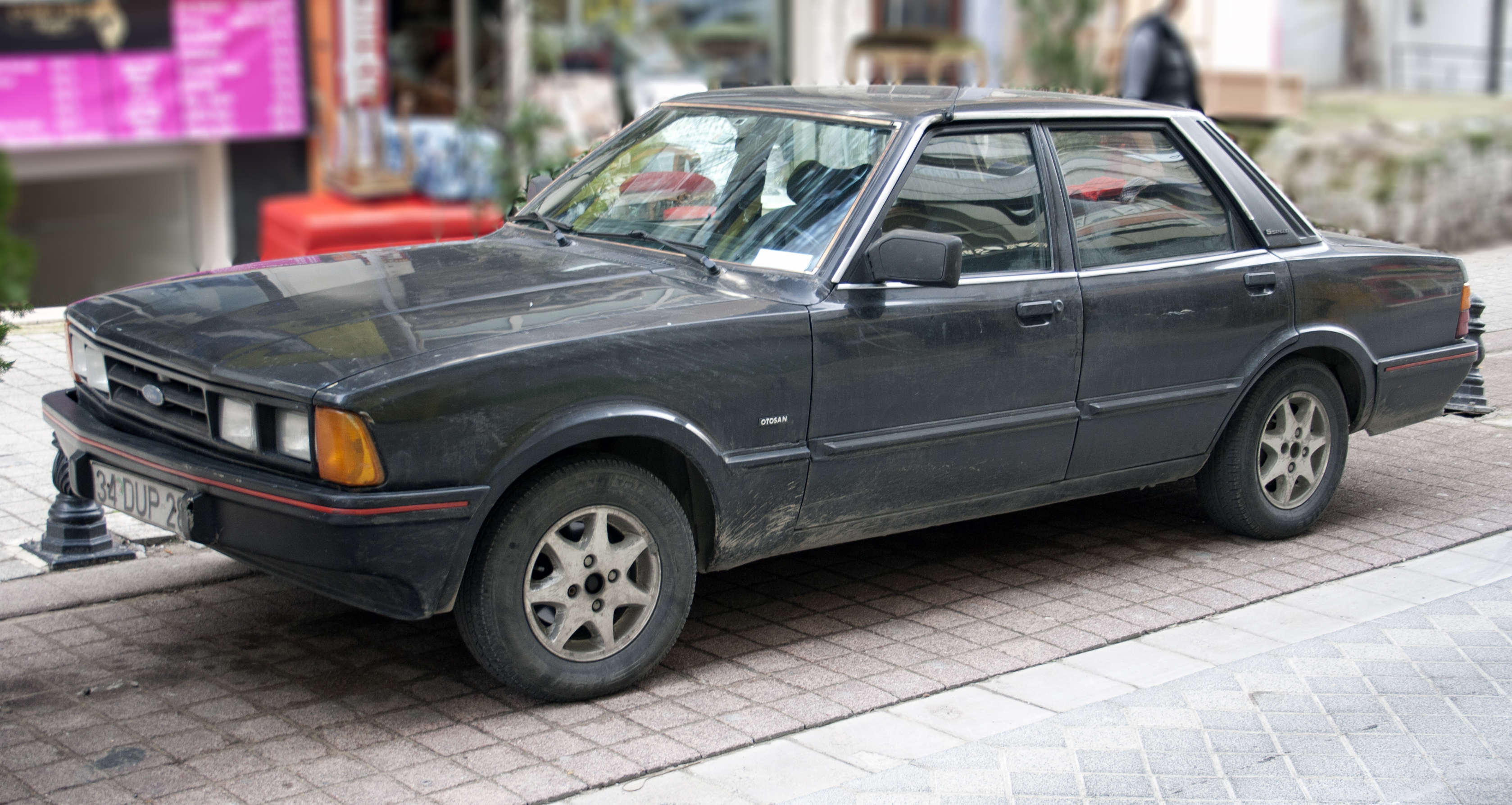
Otosan Ford Taunus in einer späteren Ausführung
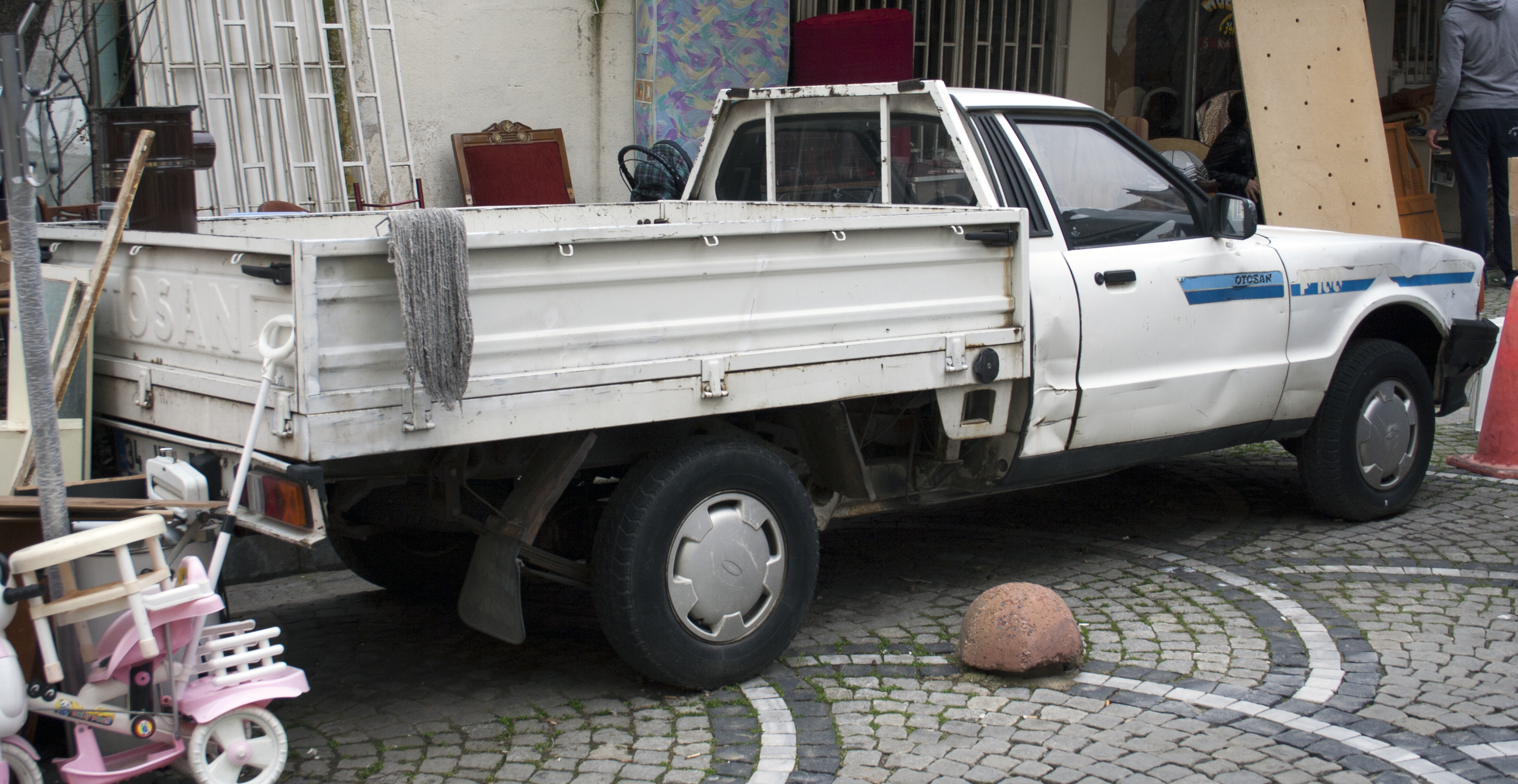
Otosan Ford P 100 als Pick-up

### Markenname Ford oder unklar
Otosan gibt an, 1960 das englische Modell Ford Consul montiert zu haben, wobei der Markenname nicht überliefert ist.
1977 kam der Ford Transit dazu.
Ab 1993 wurde auch der Ford Escort montiert, allerdings ist der Markenname nicht überliefert. Von diesem Modell entstanden 41.969 Fahrzeuge bis 1999.
Im Programm befinden sich überwiegend Nutzfahrzeuge wie der Ford Transit, der Ford Transit Connect und der Ford Cargo, die als Ford vermarktet werden. Mit dem VW T7 auf Basis des Ford Transit Custom wird auch ein Modell von Volkswagen bei Ford Otosan gefertigt.

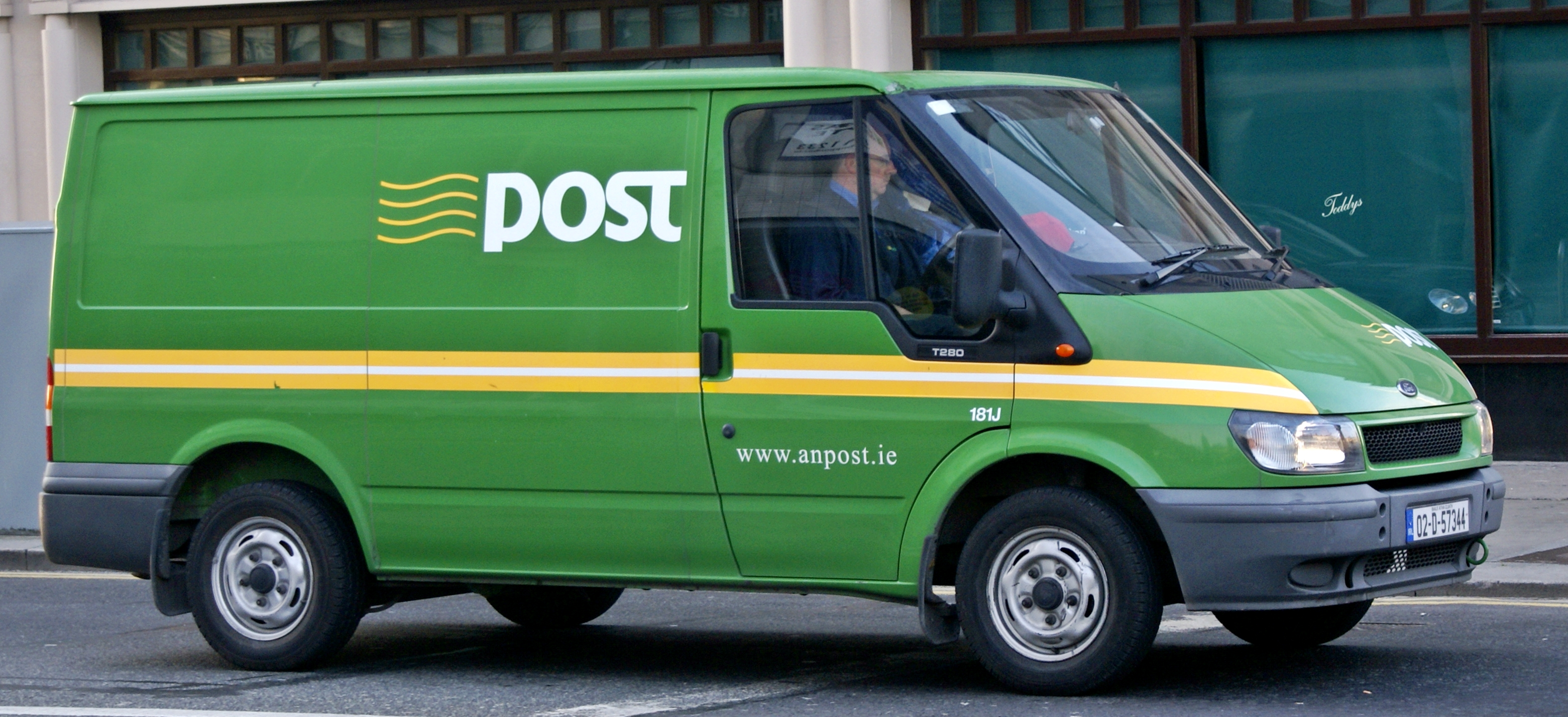
Ford Transit (ab 2000)
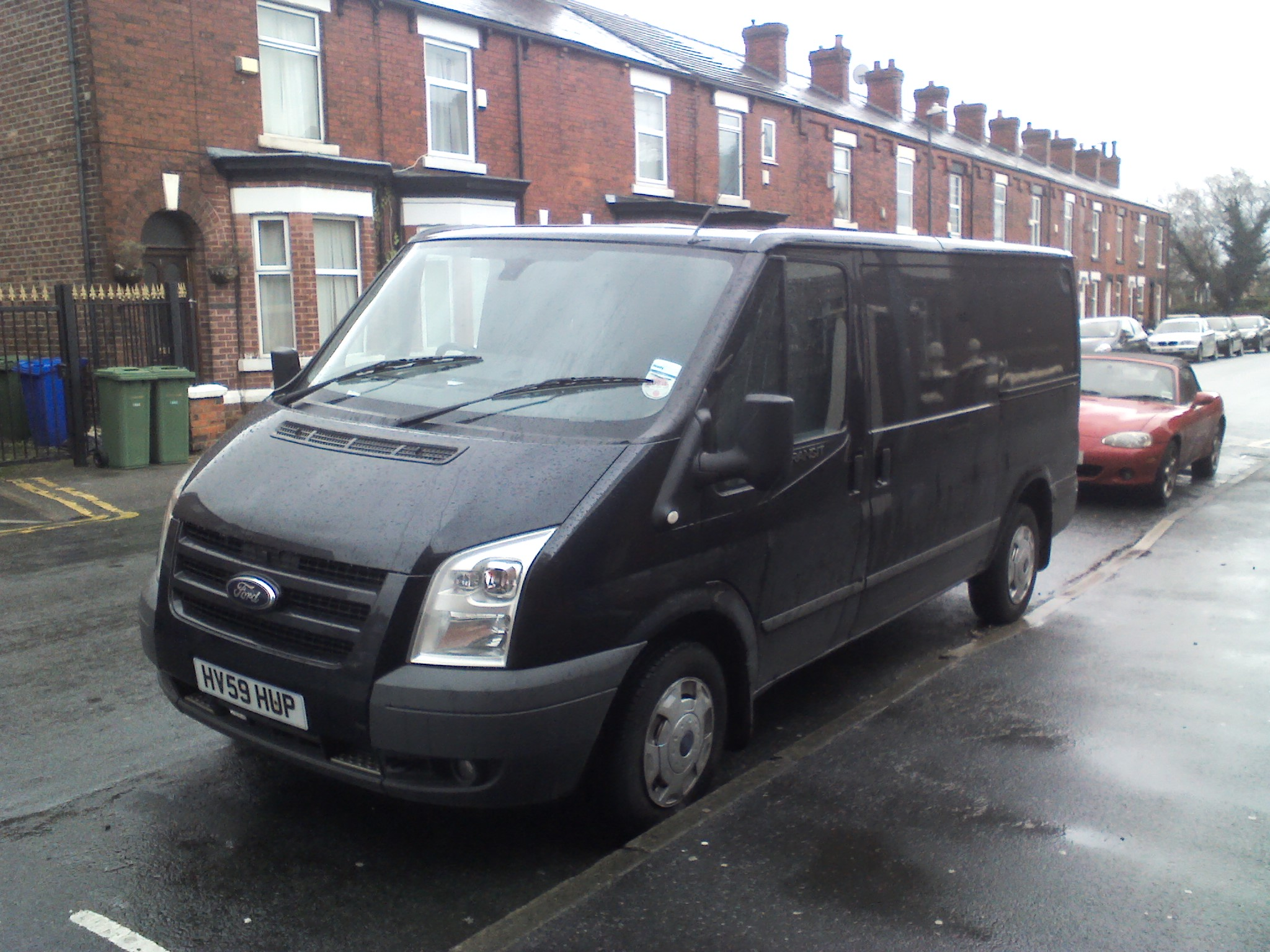
Ford Transit (ab 2006)
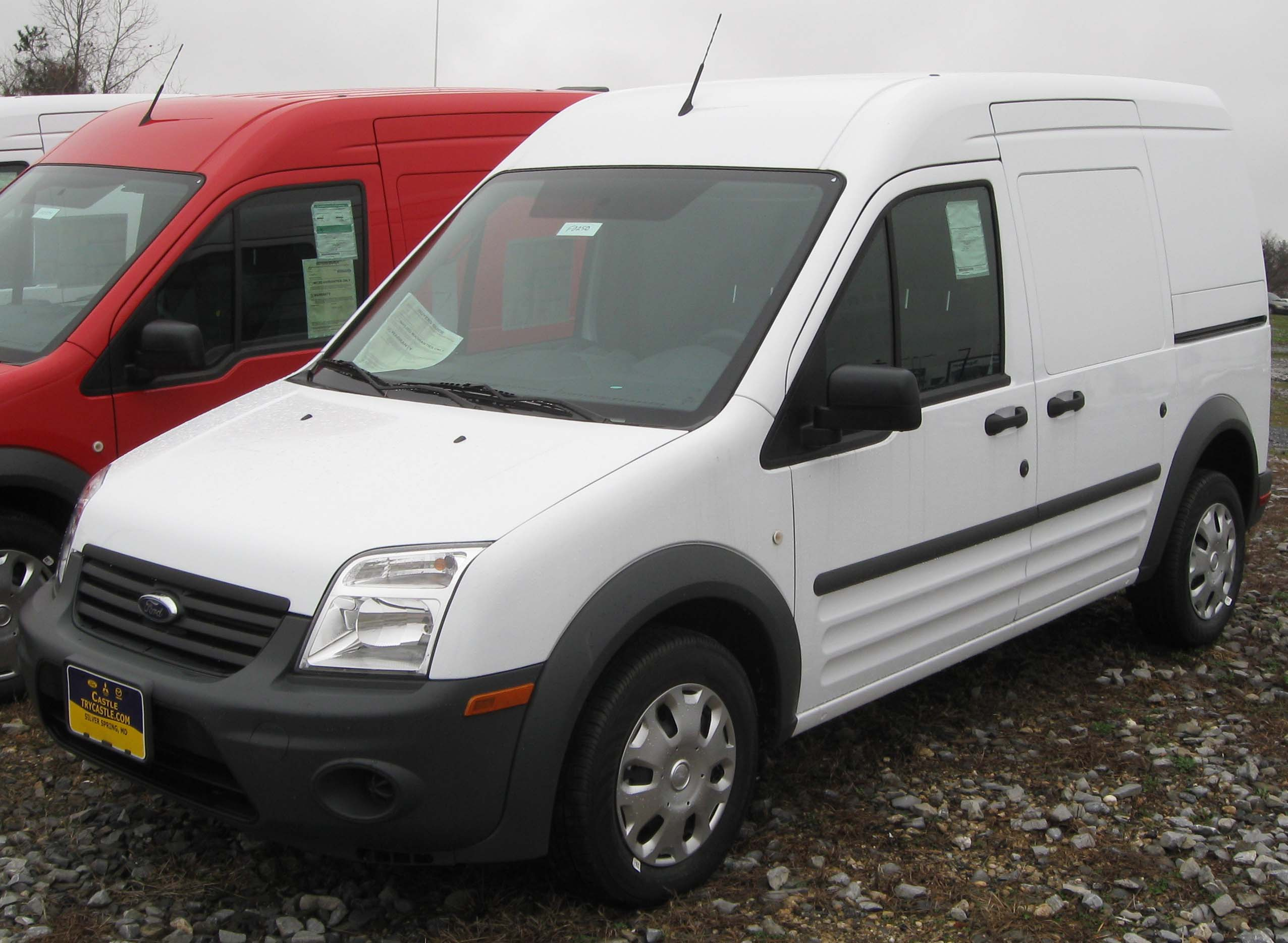
Ford Transit Connect (2002–2013)
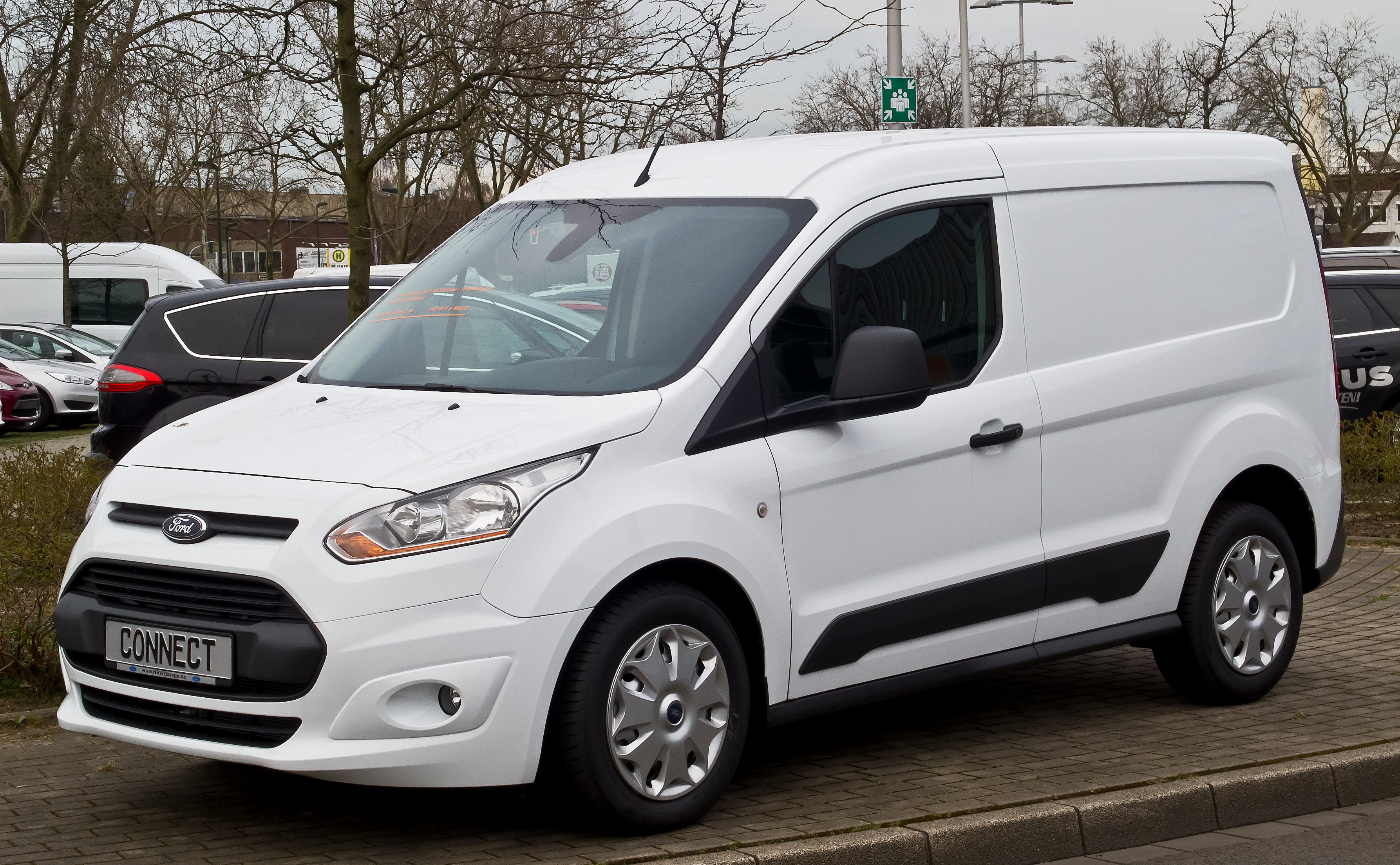
Ford Transit Connect (2013–2023)
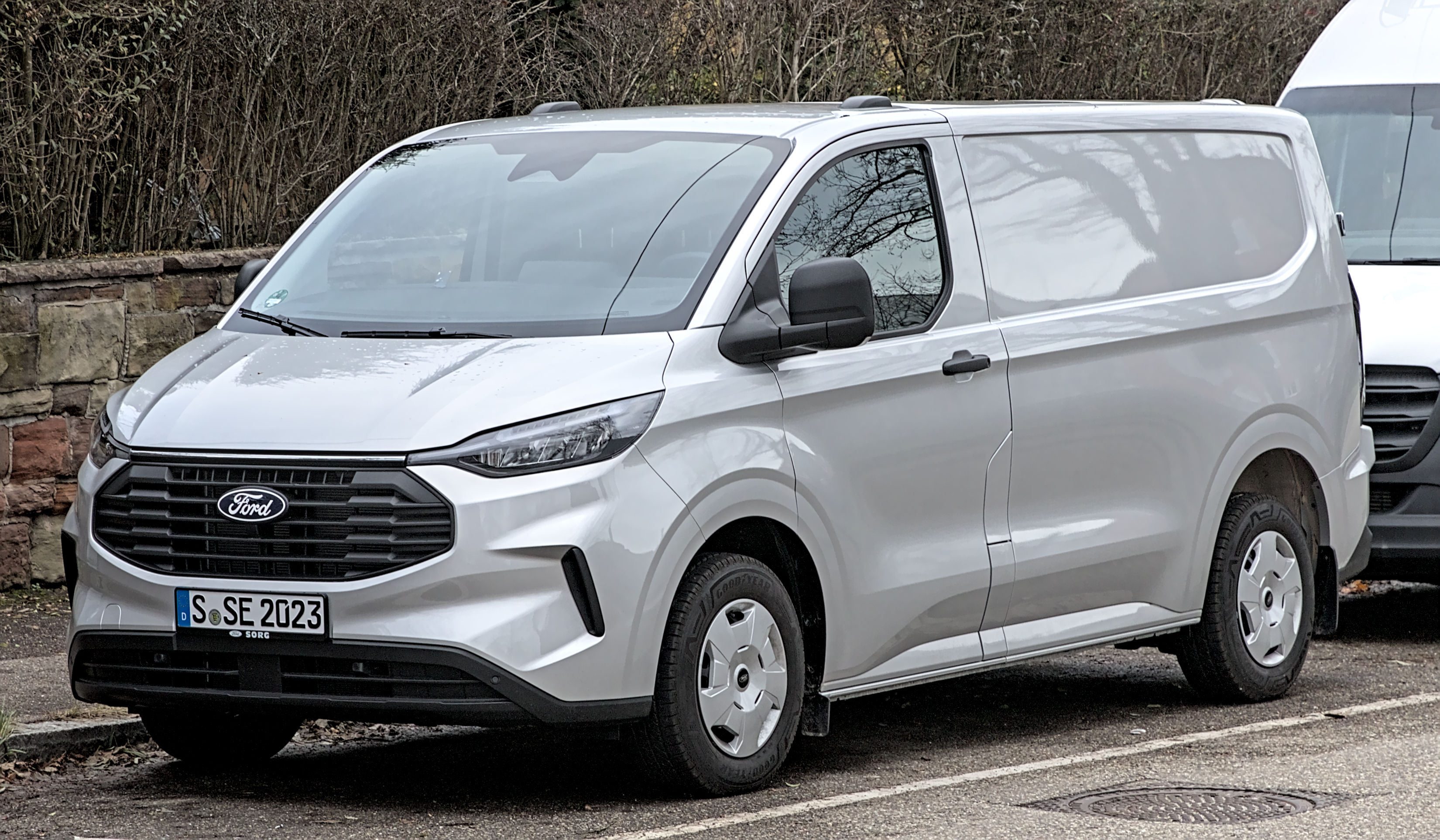
Ford Transit Custom (seit 2023)
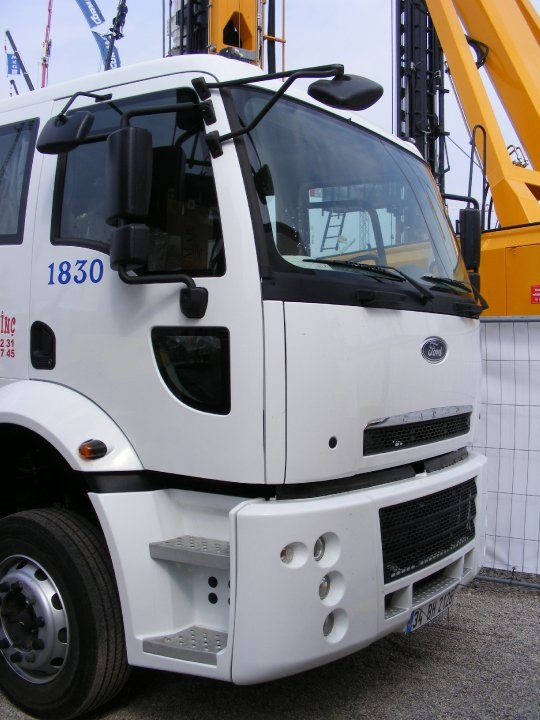
Ford Cargo
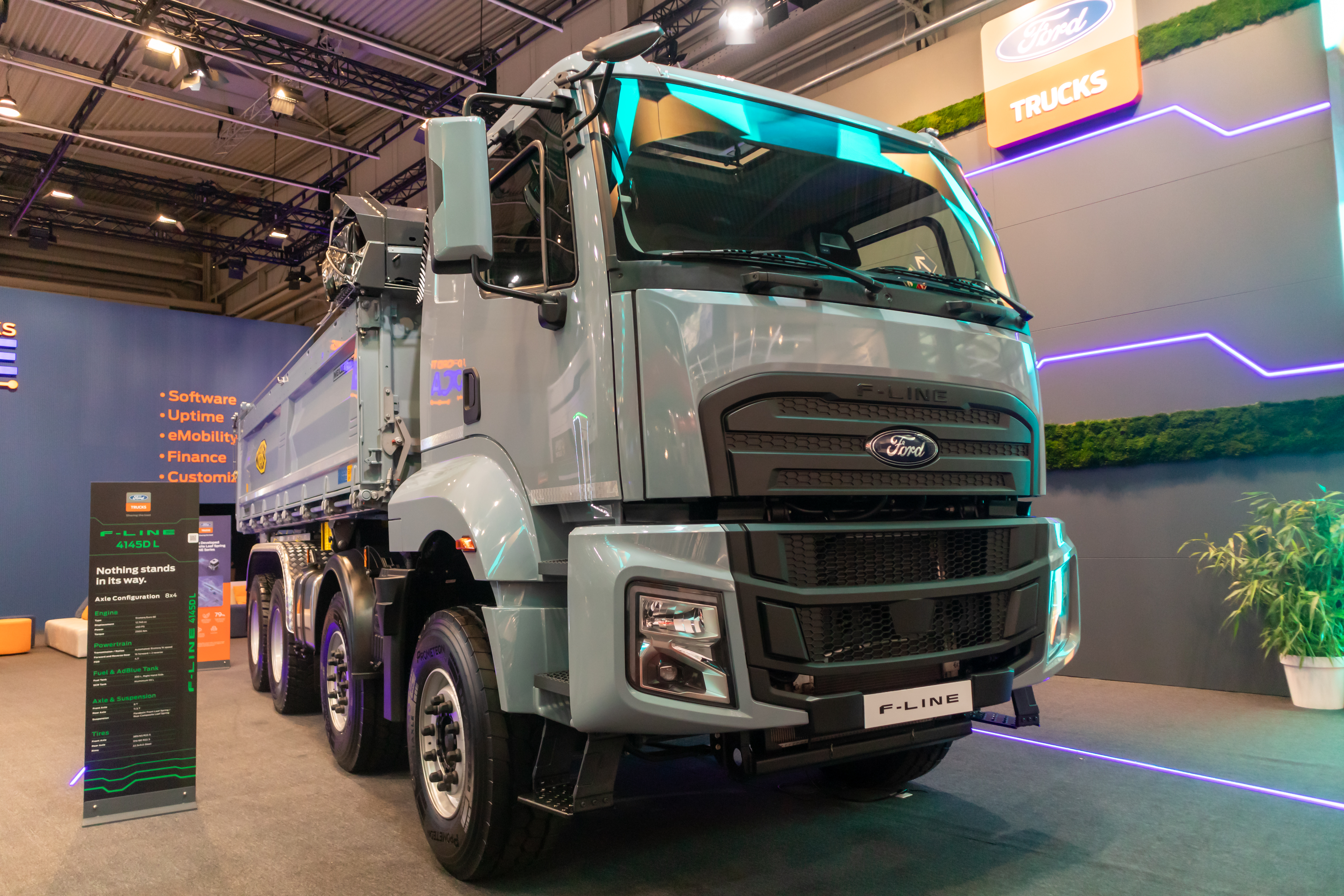
Ford F-Line (Nachfolger des Cargo)
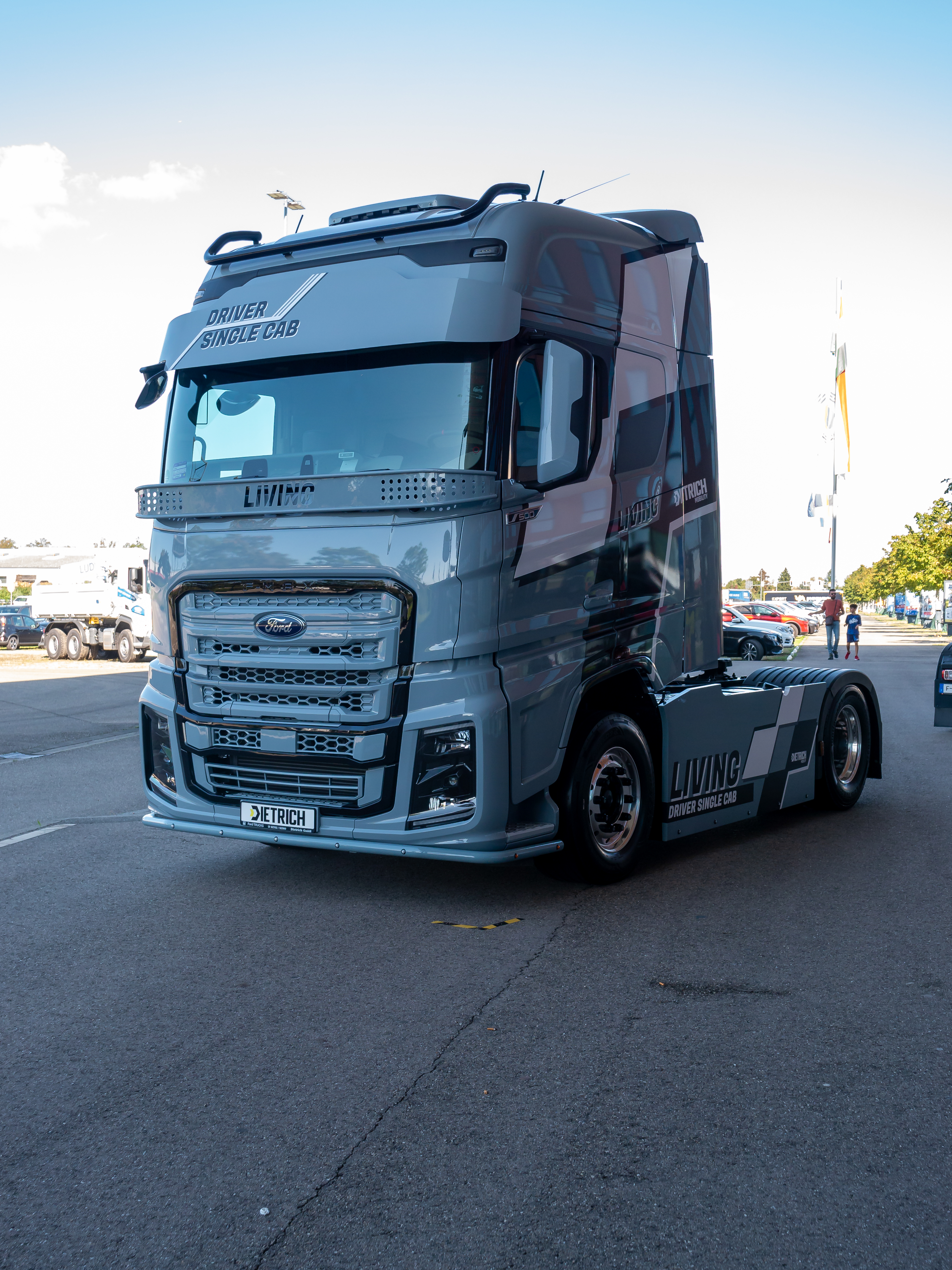
Seit 2018 ist der Ford F-MAX in der Türkei erhältlich, seit 2019 auch in Deutschland.
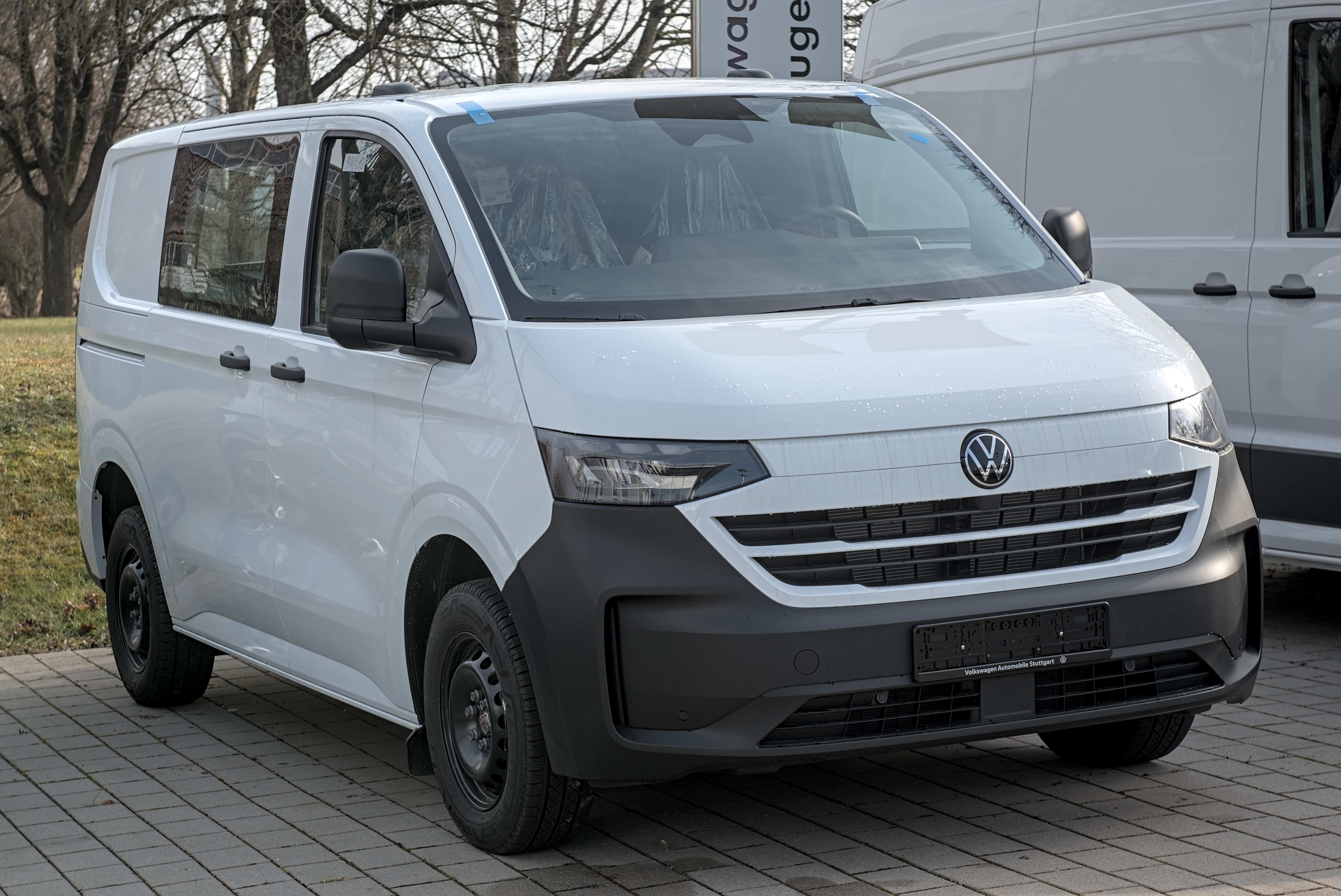
VW T7 (seit 2025)